# Giovanni Battista Pichierri

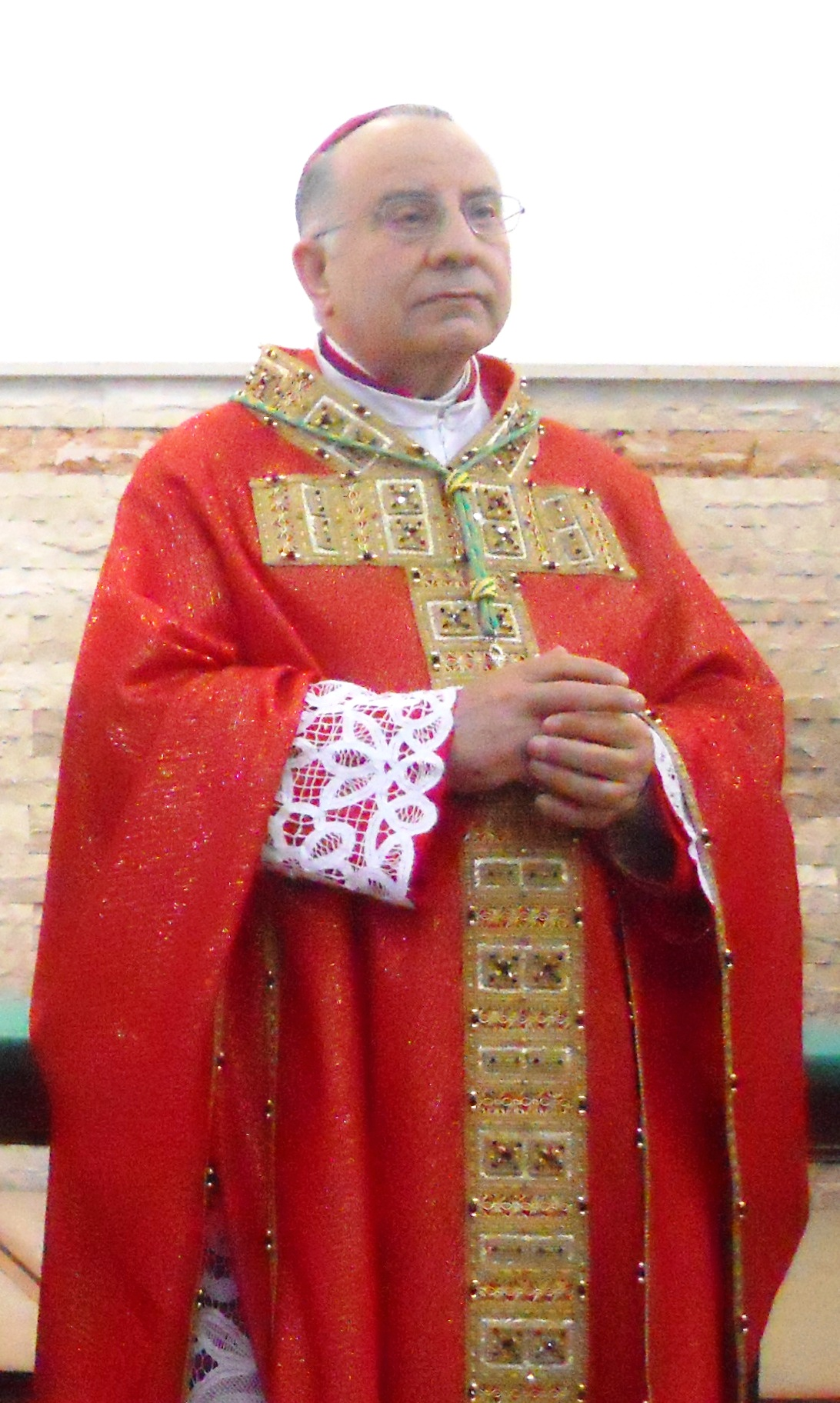
Giovanni Battista Pichierri (September 2015)

Erzbischofswappen

 Giovanni Battista Pichierri (* 12. Februar 1943 in Sava, Apulien; † 26. Juli 2017 in Trani, Apulien) war ein italienischer Geistlicher und römisch-katholischer Erzbischof von Trani-Barletta-Bisceglie-Nazareth.

## Leben
Giovanni Battista Pichierri studierte Philosophie und Theologie am Diözesanseminar des Bistums Oria und empfing am 30. August 1967 die Priesterweihe. 1970 absolvierte er ein weiteres Studium in ökumenischer Theologie an der Ökumenischen Fakultät Bari. Er war in der Seelsorge im Bistum Oria tätig. 1986 erfolgte die Ernennung zum Generalvikar und Moderator der Kurie.
Papst Johannes Paul II. ernannte ihn am 21. Dezember 1990 zum Bischof von Cerignola-Ascoli Satriano. Der Bischof von Oria, Armando Franco, spendete ihm am 26. Januar 1991 in der Chiesa Madre von Manduria die Bischofsweihe; Mitkonsekratoren waren Andrea Mariano Magrassi OSB, Erzbischof von Bari-Bitonto, und Benigno Luigi Papa OFMCap, Erzbischof von Tarent. Als Wahlspruch wählte er Oportet illum crescere. 
Am 13. November 1999 wurde er durch Johannes Paul II. zum Erzbischof von Trani-Barletta-Bisceglie-Nazareth ernannt und am 26. Januar des nächsten Jahres in das Amt eingeführt.
Er war Prior der Komturei Nazareth/Barletta des Ritterordens vom Heiligen Grab zu Jerusalem.